# ساتيرة سورية
ساتيرة سورية (الاسم العلمي:Satyrus syriaca) هي نوع من الحشرات يتبع جنس الساتيرة من فصيلة الحورائيات.